# Princesa Amorosa
Die Princesa Amorosa war ein Kreuzfahrtschiff der zypriotischen Louis Cruise Lines, das 1957 als Passagierfähre Scottish Coast gebaut wurde.

## Dienstzeit
Die Scottish Coast wurde von Harland & Wolff in Belfast gebaut und im März 1957 für die Belfast Steamship Co. auf der Route von Liverpool nach Belfast in Dienst gestellt. Bereits nach wenigen Monaten im Dienst wurde das Schiff im Juli 1957 von der Burns Laid Line aufgekauft und auf der Route Glasgow-Dublin eingesetzt. Das Schwesterschiff der Scottish Coast war die bereits 1953 in Dienst gestellte Irish Coast, die später ebenfalls zu einem Kreuzfahrtschiff umgebaut wurde und zuletzt als Apollon 11 für Chandris im Dienst war, bis sie 1989 in einem Sturm verloren ging.
Im Oktober 1961 wechselte die Scottish Coast auf die Route Liverpool-Dublin. 1965 wurde das bisher ausschließlich als Passagierfähre genutzte Schiff bei Alexander Stephen & Sons umgebaut, um zukünftig auch 25 Fahrzeuge transportieren zu können. Anschließend wurde es auf der Route Ardrossan-Liverpool eingesetzt. Es folgten weitere Routenwechsel sowie zwei Besitzerwechsel an den ursprünglichen Besitzer Belfast Steamship Co. sowie an die Coast Lines. Im November 1969 wurde das Schiff schließlich an Kavounides Shipping mit Sitz in Piräus verkauft und in Galaxias umbenannt.
Unter dem neuen Namen verkehrte das Schiff bis 1977 als Kreuzfahrtschiff für Kurzreisen durchs Mittelmeer. Anschließend wurde die Galaxias bis 1978 als Fährschiff zwischen den Kanaren und Nordafrika eingesetzt. Im Juni 1986 diente das Schiff während der Expo 86 als schwimmende Unterkunft in Vancouver. Anschließend wurde das Schiff aufgelegt.
1987 wurde die Galaxias an Golden Cruise Tours verkauft, die das Schiff für Kreuzfahrten vor der amerikanischen Westküste einsetzten. 1989 wurde das Schiff an Almarco Maritime verkauft und in Princesa Amorosa umbenannt. Nach einer Modernisierung in Piräus wurde das Schiff wieder als Fähre eingesetzt.
1994 wurde die Princesa Amorosa an die Louis Cruise Line verkauft und für kürzere Kreuzfahrten im Mittelmeer eingesetzt. Im Juni 2000 wurde das Schiff als älteste Einheit der Flotte ausgemustert und aufgelegt.
Im Dezember 2002 ging die Princesa Amorosa nach über zwei Jahren Aufliegezeit an eine indische Abbruchwerft. Zu diesem Zweck wurde das Schiff ein letztes Mal in Rosa umbenannt. Im Dezember 2002 traf das Schiff zum Abbruch in Mumbai an, wo es abgewrackt wurde.